# Gunungsitoli
Gunungsitoli ist eine Hafenstadt auf der indonesischen Insel Nias und (mit den Regierungsbezirken/Kabupaten gleichberechtigte) Kota auch wirtschaftliches und administratives Zentrum der Insel vor der Westküste Sumatras. Sie gehört zur Provinz Sumatra Utara (Nordsumatra).
In Gunungsitoli leben Mitte 2023 137.732 Einwohner, 51,31 % davon sind Frauen und 67.055 Männer.
Durch den Tsunami, der durch das Seebeben im Indischen Ozean am 26. Dezember 2004 ausgelöst wurde, sowie während des Erdbebens vom 28. März 2005 starben auf der Insel mehrere hundert Personen. In Gunungsitoli wurden durch das Erdbeben bis zu 80 % der Gebäude der Stadt zerstört. Auch der Flughafen wurde schwer beschädigt, ist aber mittlerweile weitestgehend wiedererstellt.

## Geographie und Lage
Die autonome Stadt erstreckt sich zwischen 1°11′ (Desa Lololakha) und 1°25′ (Desa Telukbelukar) n. Br. sowie zwischen 97°28′ (Desa Nazalou Lolowa) und 97°39′ (Desa Fodo) ö. L. Im Norden und Westen grenzt Gunungsitoli an den Regierungsbezirk Nias Utara und im Süden sowie Südosten an den Bezirk Nias. Im Osten bildet die ca. 30 Kilometer lange Küste des Indischen Ozeans eine natürliche Grenze.

## Verwaltungsgliederung
Administrativ gliedert sich Gunungsitoli in sechs Distrikte (indonesisch Kecamatan) mit 101 Dörfern (indonesisch Desa), von denen 27 am Meer liegen. Drei dieser Dörfer besitzen als Kelurahan städtischen Charakter. Sie liegen alle im zentralen Kecamatan Gunungsitoli: Ilir (Ende 2012: 9.652 Einw.), Pasar Gunungsitoli (4.908) und Saombo (3.020 Einw.). 2020 gab es 29.691 Haushalte mit einer durchschnittlichen Personenzahl von 4,88.
| Code 1   | Kecamatan Distrikt     | Ibu Kota Verwaltungssitz | Fläche (km²) | Einw. 2000 3 | Einw. 2010 2 | Volkszählung 2020 | Volkszählung 2020 | Volkszählung 2020 | Anzahl der Desa |      |
| Code 1   | Kecamatan Distrikt     | Ibu Kota Verwaltungssitz | Fläche (km²) | Einw. 2000 3 | Einw. 2010 2 | Einw. 3           | 0Dichte 40        | Sex Ratio 5       | Anzahl der Desa |      |
| -------- | ---------------------- | ------------------------ | ------------ | ------------ | ------------ | ----------------- | ----------------- | ----------------- | --------------- | ---- |
| 12.78.01 | Gunungsitoli           | Mudik                    | 109,09       | Einw. 2000 3 | 46.604       | 60.625            | 63.655            | 583,5             | 95,40           | 29/3 |
| 12.78.02 | Gunungsitoli Selatan00 | Ononamolo I Lot          | 56,85        | 13.046       | 13.739       | 14.806            | 260,4             | 94,33             | 15              |      |
| 12.78.03 | Gunungsitoli Utara     | Afia                     | 79,73        | 15.223       | 16.212       | 18.094            | 226,9             | 92,92             | 10              |      |
| 12.78.04 | Gunungsitoli Idanoi    | Dahana                   | 134,78       | 22.414       | 21.482       | 23.674            | 175,6             | 93,86             | 26              |      |
| 12.78.05 | Gunungsitoli Alo Oa    | Nazalou Alo’oa           | 60,21        | 6.429        | 6.708        | 7.781             | 129,2             | 94,09             | 9               |      |
| 12.78.06 | Gunungsitoli Barat     | Tumori                   | 28,70        | 7.663        | 7.436        | 8.007             | 279,0             | 96,01             | 9               |      |
| 12.78    | Kota Gunungsitoli      | Kota Gunungsitoli        | 469,36       | 111.379      | 126.202      | 136.017           | 289,8             | 94,64             | 98/3            |      |

## Demographie
Zur siebten Volkszählung im September 2020 (indonesisch Sensus Penduduk – SP2020) lebten in der Stadt 136.017 Menschen, davon 69.881 Frauen (51,38 %) und 66.136 Männer (48,62 %). Gegenüber dem letzten Zensus (2010) stieg der Frauenanteil um 0,38 % (2010: 61.839 Frauen ÷ 64.363 Männer).
2020 war die Mehrheit der Einwohner Christen. Der Anteil der Muslime lag bei 14,74 Prozent (oder 21.979 Personen), deren höchster Anteil lag in den Kec. Gunungsitoli (21,20 %) und Gunungsitoli Utara (22,68 %). Christen gab es im gleichen Jahr 126.798, davon waren 78 Prozent Protestanten (116.435). Sie verfügten über 331 Kirchen (120 davon im zentralen Kec. Gunungsitoli). Die 10.363 Katholiken standen insgesamt 29 Kirchen zur Verfügung, 9 im Kecamatan Gunungsitoli Idanoi. 29 Moscheen und 16 kleiner Gebetsräume indonesisch Mushola gab es im gesamten Bezirk. Alle 328 Buddhisten waren im Kecamatan Gunungsitoli beheimatet, sie verfügten über ein Kloster.

### Soziale Daten 2020
| Merkmal                                                            | Kabupaten | 0Provinz Sumatra Utara0 |
| ------------------------------------------------------------------ | --------- | ----------------------- |
| Bev. unterh. der Armutsgrenze (Tsd.)0                              | 23,54     | 1.283,29                |
| Anteil der „armen Bevölkerung“ (indonesisch Penduduk miskin) (%)00 | 16,41     | 008,75                  |
| Arbeitslosenrate (%)                                               | 05,94     | 006,91                  |
| Lebenserwartung (in Jahren)                                        | 71,19     | 069,10                  |
| HDI-Index                                                          | 69,31     | 071,77                  |
| Analphabetenrate (in %, ≥ 10 J.)                                   | 03,10     | 000,84                  |
| Abhängigenquotient (%)                                             | 56,10     | 048,32                  |
| Anteil der Altersgruppen                                           | 0Real0    | 0Prozentual0            |
| Kinder (<15 J.)                                                    | 43.4710   | 031,96                  |
| arbeitsfähige Bevölkerung (15–64 J.)                               | 87.1320   | 064,06                  |
| Rentner und Pensionäre (>65 J.)                                    | 05.4140   | 003,98                  |

### Aktuelle Bevölkerungsdaten vom Jahresende 2022
Nachfolgende Tabelle gibt den Einwohnerstand per 31. Dezember 2022 wieder.
| Kecamatan               | Fläche km² | Einwohner gesamt | Männer | Frauen | Dichte Einw. je km² | Sex Ratio (100 M/F) |
| ----------------------- | ---------- | ---------------- | ------ | ------ | ------------------- | ------------------- |
| Gunungsitoli            | 59,69      | 62.281           | 30.455 | 31.826 | 1.043,4             | 95,69               |
| Gunungsitoli Selatan000 | 30,35      | 14.829           | 7.247  | 7.582  | 488,6               | 95,58               |
| Gunungsitoli Utara      | 81,03      | 18.634           | 8.957  | 9.677  | 230,0               | 92,56               |
| Gunungsitoli Idanoi     | 74,61      | 24.926           | 12.084 | 12.842 | 334,1               | 94,10               |
| Gunungsitoli Alo'oa     | 46,44      | 8.139            | 3.955  | 4.184  | 175,3               | 94,53               |
| Gunungsitoli Barat      | 16,58      | 8.709            | 4.283  | 4.426  | 525,3               | 96,77               |
| Kota Gunungsitoli       | 308,70 1   | 137.518          | 66.981 | 70.537 | 445,5               | 94,96               |

## Geschichte
Bis zu ihrer Selbständigkeit lag Gunungsitoli im Kabupaten Nias (der Kabupaten Nias Selatan war bereits 2003 von dort ausgegliedert worden) und war dessen Hauptstadt bzw. Verwaltungssitz vereint. Durch das Gesetz Nr. 47 des Jahres 2008 wurden sechs Kecamatan aus dem Kabupaten Nias ausgegliedert und zur autonomen Stadt (Kota) Gunungsitoli vereint. Diese sechs Kecamatan bestehen in unverändert Form bis heute.

## Söhne und Töchter der Stadt
- 1965 Joachim Kosack, deutscher Fernsehproduzent